# Songs in the Key of Life
Ne doit pas être confondu avec Songs from the Key of Life.
Albums de Stevie Wonder
Fulfillingness' First Finale
(1974) Journey Through the Secret Life of Plants
(1979)
Songs in the Key of Life  est un album de rhythm and blues-soul de Stevie Wonder, sorti en 1976. Il s'agit du dernier des cinq albums majeurs qu’il a réalisés au cours des années 1970, considérés comme sa « période classique », les précédents étant Music of My Mind, Talking Book, Innervisions, et Fulfillingness' First Finale. Cet opus est considéré par la critique et les fans comme l'un de ses deux chefs-d'œuvre avec Innervisions. Le magazine Rolling Stone a placé l'album à la 4e place de sa liste des « 500 meilleurs albums de tous les temps » en 2020.
L’album a été diffusé initialement sous forme d’un double LP complété d’un EP de quatre chansons ; la réédition en CD regroupe les titres sur deux disques. Comme son nom l’indique, il traite de nombreux aspects de la vie : amour, relations entre les personnes, problèmes sociaux et raciaux (Black Man, Pastime Paradise, Village Ghetto Land) et aspects spirituels (Have a Talk with God).
L’album aborde plusieurs genres musicaux : soul, rhythm and blues, pop et même jazz-rock (l'instrumental de Contusion avec sa partie de guitare électrique évoquant John McLaughlin). Le pianiste Herbie Hancock assure une partie de piano électrique sur As. Le titre Sir Duke est un hommage à Duke Ellington, tandis que Isn't She Lovely? est dédié à sa fille qui venait de naître.
Songs in the Key of Life a eu de nombreuses distinctions et a donné lieu à plusieurs tubes, souvent repris ou échantillonnés au cours des décennies suivantes. Stevie Wonder a reçu quatre Grammy Awards pour cet album en 1976 (Meilleure performance vocale pop masculine, Meilleure performance vocale rhythm and blues masculine, Grammy Award de l'album de l'année et producteur de l'année). En France, Songs in the Key of Life s'est vendu à 303 200 exemplaires.

## Titres
Toutes les chansons sont de Stevie Wonder, sauf mention contraire.

### Version vinyle

#### Disque 1
| 1. | Love's in Need of Love Today | Wonder            | 7:06 |
| 2. | Have a Talk With God         | Wonder/C.Hardaway | 2:42 |
| 3. | Village Ghetto Land          | Wonder/G.Byrd     | 3:25 |
| 4. | Contusion                    | Wonder            | 3:46 |
| 5. | Sir Duke                     | Wonder            | 3:52 |

| 1. | I Wish                | Wonder | 4:12 |
| 2. | Knocks Me off My Feet | Wonder | 3:36 |
| 3. | Pastime Paradise      | Wonder | 3:27 |
| 4. | Summer Soft           | Wonder | 4:14 |
| 5. | Ordinary Pain         | Wonder | 6:16 |

#### Disque 2
| 1. | Isn't She Lovely?   | Wonder        | 6:34 |
| 2. | Joy Inside My Tears | Wonder        | 6:30 |
| 3. | Black Man           | Wonder/G.Byrd | 8:27 |

| 1. | Ngiculela / Es Una Historia / I Am Singing | Wonder | 3:48 |
| 2. | If It's Magic                              | Wonder | 3:12 |
| 3. | As                                         | Wonder | 7:08 |
| 4. | Another Star                               | Wonder | 8:08 |

#### EP 4 titres
| 1. | Saturn     | Wonder/M.Sembello | 4:54 |
| 2. | Ebony Eyes | Wonder            | 4:11 |

| 1. | All Day Sucker                      | Wonder | 5:06 |
| 2. | Easy Goin' Evening (My Mama's Call) | Wonder | 3:55 |

### Version CD
| 1.  | Love's in Need of Love Today | Wonder            | 7:06 |
| 2.  | Have a Talk With God         | Wonder/C.Hardaway | 2:42 |
| 3.  | Village Ghetto Land          | Wonder/G.Byrd     | 3:25 |
| 4.  | Contusion                    | Wonder            | 3:46 |
| 5.  | Sir Duke                     | Wonder            | 3:52 |
| 6.  | I Wish                       | Wonder            | 4:12 |
| 7.  | Knocks Me Off My Feet        | Wonder            | 3:36 |
| 8.  | Pastime Paradise             | Wonder            | 3:27 |
| 9.  | Summer Soft                  | Wonder            | 4:14 |
| 10. | Ordinary Pain                | Wondet            | 6:16 |
| 11. | Saturn                       | Wonder/M.Sembello | 4:54 |
| 12. | Ebony Eyes                   | Wonder            | 4:11 |

| 1. | Isn't She Lovely?                          | Wonder        | 6:34 |
| 2. | Joy Inside My Tears                        | Wonder        | 6:30 |
| 3. | Black Man                                  | Wonder/G.Byrd | 8:27 |
| 4. | Ngiculela / Es Una Historia / I Am Singing | Wonder        | 3:48 |
| 5. | If It's Magic                              | Wonder        | 3:12 |
| 6. | As                                         | Wonder        | 7:08 |
| 7. | Another Star                               | Wonder        | 8:08 |
| 8. | All Day Sucker                             | Wonder        | 5:06 |
| 9. | Easy Goin' Evening (My Mama's Call)        | Wonder        | 3:55 |

## Musiciens
- Selon le livret inclut avec l'album : 
- Stevie Wonder - Chant, Claviers, Synthétiseur basse, Batterie, Percussions, Harmonica, Arrangements, Production
- Herbie Hancock - Claviers
- Greg Phillinganes - Claviers
- Ronnie Foster - Orgue
- George Benson - Guitare, Chœurs
- W.G. Snuffy Walden - Guitare solo
- Michael Sembello - Guitare solo
- Dean Parks - Guitare
- Howard Buzzy Feiten - Guitare
- Ben Bridges - Guitare rythmique
- Sneaky Pete Kleinow - Guitare Pedal Steel
- Nathan Lamar Watts - Basse, Percussions
- Dorothy Ashby - Harpe
- Bobbi Humphrey - Flûte traversière
- Hank Redd -  Saxophone Alto
- Trevor Lawrence - Saxophone Ténor
- Jim Horn - Saxophone
- George Bohannon - Trombone
- Glenn Ferris - Trombone
- Steve Madaio - Trompette
- Raymond Maldonado - Percussions, Trompette
- Carol Cole - Percussions
- Bobbye Hall - Percussions
- Nathan Alford, Jr. - Percussions
- Eddie "Bongo" Brown - Percussions
- Charles Brewer - Percussions, Chœurs
- Shirley Brewer - Percussions, Chœurs
- Colleen Carleton - Percussions, Chœurs
- John Fischbach - Percussions, Chœurs
- Renee Hardaway - Percussions, Chœurs
- Nelson Hayes - Percussions, Chœurs
- Larry Latimer - Percussions, Chœurs
- Amale Mathews - Percussions, Chœurs
- Edna Orso - Percussions, Chœurs
- Josette Valentino - Percussions, Chœurs
- Marietta Waters - Percussions, Chœurs
- Carmelo Garcia - Timbales
- Greg Brown - Batterie
- Raymond Pounds - Batterie
- Al Fann Theatrical Ensemble - Réponses verbales
- Susaye Greene Brown - Chant
- West Angeles Church of God Choir - Chœurs
- Chœurs : Minnie Riperton, Mary Lee Whitney, Deniece Williams, Syreeta Wright, Linda Lawrence, Terry Hendricks, Sundray Tucker, Charity McCrary, Linda McCrary, Madelaine "Gypsie" Jones, Susaye Greene, Carolyn Dennis

## Production
- Stevie Wonder - Producteur
- Larry Scott - Effets spéciaux
- Tony Warren - Illustrations
- Andrew Berliner - Mastering
- John Fischbach - Ingénieur du son
- John Harris - Effets spéciaux, Programmation
- Bruce Hensal - Assistant ingénieur
- Don Hunter - Programmation, effets spéciaux
- Howie Lindeman - Assistant ingénieur
- Gary Olazabal - Ingénieur du son
- Rick Smith - Assistant Ingénieur
- Chris Morris - Assistant ingénieur
- Jeff Sanders - Mastering
- Rick Smith - Assistant Ingénieur
- Fountain Jones - Programmation

## SinglesauHit parade
- 1976 : Another Star (Club Play Singles) - no 2
- 1977 : Sir Duke (Adult Contemporary) - no 3
- 1977 : Another Star (Pop Singles) - no 32
- 1977 : I Wish (Pop Singles) - no 1
- 1977 : Sir Duke (Pop Singles) - no 1
- 1977 : Another Star (Black Singles) - no 18
- 1977 : As (Black Singles) - no 36
- 1977 : I Wish (Black Singles) - no 1
- 1977 : Sir Duke (Black Singles) - no 1
- 1978 : As (Pop Singles) - no 36
- 1978 : Knocks Me Off My Feet (Pop Singles) - no 11
- 1978 : Knocks Me Off My Feet (Black Singles) - no 4

## Reprises et échantillonnages
- Another Star a été reprise par Kathy Sledge en 1995.
- As a été reprise par George Michael et Mary J. Blige en 1999.
- George Michael a par ailleurs repris Love's in Need of Love Today durant la tournée Faith en 1988, puis Village Ghetto Land au concert hommage des 70 ans de Nelson Mandela le 11 juin 1988, puis Pastime Paradise et Knocks Me Off My Feet en 1991 durant la tournée Cover to Cover.
- Isn't She Lovely? a été reprise par David Parton (en) en 1977, par le guitariste de jazz Lee Ritenour également en 1977 (reprise instrumentale sur l'album Captain Fingers), par le pianiste et percussionniste Victor Feldman encore en 1977 (reprise instrumentale sur l'album The Artful Dodger – Feldman a aussi joué des congas sur la version de Ritenour sortie la même année), par le clarinettiste Woody Herman en 1978 (version instrumentale sur l'album Fatha Herman and his Thundering Herd), par le saxophoniste Bill Holman en 1987 (album The Bill Holman Band). En 2012, une reprise par Jimmy Higham, atteint d'un cancer, avec son ami et collègue John Walmsley, a atteint la 41e place du classement UK Singles Chart, surpassant notamment Taylor Swift et Rihanna ; les bénéfices des ventes sous forme de téléchargement ont servi à collecter des fonds pour une bourse en mémoire de Higham au Wellington College dans le comté de Berkshire, où il travaillait en tant que membre du personnel d'intendance ; subséquemment, la version originale de Stevie Wonder est entrée dans le classement, atteignant la 94e place. Stevie Wonder lui-même l'a chantée au concert du Jubilé de diamant de la reine Elisabeth II, le 4 juin 2012, avec des paroles modifiées pour se référer à cette dernière.
- I Wish a été échantillonnée par Will Smith pour le morceau Wild Wild West en 1999.
- Knocks Me Off My Feet a été reprise par Donell Jones en 1996, la même année par Tevin Campbell, et également par Luther Vandross.
- Pastime Paradise a été adaptée en Gangsta's Paradise par Coolio en 1995 (même thème mais réorchestré, refrain similaire mais nouveaux couplets), à son tour parodiée en Amish Paradise par Weird Al Yankovic en 1996. La chanson a été échantillonnée par Mary J. Blige (« Time »), Basta Noggano (« Russian Paradise »), Blue (« Curtain Falls ») et Scarface (« Crack »). Elle a été reprise par Patti Smith en 2007 (album Twelve), ainsi que par Panache Culture, Sherri Winston, Karl Latham, Sunlightsquare et Ray Barretto. À noter que la mélodie originale est déjà inspirée d'un motif du Prélude et fugue en ut mineur (BWV 847) de Jean-Sébastien Bach[5].
- En 1995, le musicien de smooth jazz Najee a sorti un album intitulé Najee Plays Songs from the Key of Life, intégralement basé sur Songs in the Key of Life.